# A México
A México è un album in studio del cantante spagnolo Julio Iglesias, pubblicato nel 1975.

## Tracce
1. Cucurrucucú paloma – 3:28 (Tomas Mendez)
2. No me amenaces – 3:12 (Jose Alfredo Jimenez)
3. Ella – 3:24 (Jimenez)
4. Cuando vivas conmigo – 2:37 (Jimenez)
5. Noche de ronda – 3:58 (Maria Teresa Lara)
6. Solamente una vez – 3:37 (Agustin Lara)
7. Amanecí en tus brazos – 3:19 (Jimenez)
8. Corazón, corazón – 3:44 (Jimenez)
9. De un mundo raro – 3:12 (Jimenez)
10. María Bonita – 3:00 (A. Lara)